# 筌の口温泉
筌の口温泉（うけのくちおんせん）は、大分県玖珠郡九重町（旧国豊後国）にある温泉。九重九湯の1つである。

## 泉質
- 炭酸水素塩泉[2]
  - 源泉温度は48.5℃

## 温泉街
飯田高原の鳴子川近くに「旅館 新清館」が存在する。かつては川端康成が投宿した｢小野屋旅館」もあったが、廃業している。
共同浴場は、「筌の口温泉」と「震動の湯（筌の口第2温泉）」の2軒がある。そのうちの「筌の口温泉」は24時間入湯可能であり、湯船に温泉成分が多く付着しているのが特徴である。｢震動の湯」は昼頃～夜8時頃までの営業。畳敷きの休憩室もある。

## 歴史
正保年間（1644年 - 1647年）頃から村人が入浴していたが、1728年（享保13年）に田野徳右衛門が湯治小屋を立てたのが温泉としての始まりである。明治時代中期に、大分牧場が創設されたり、千町無田の開拓が行われたり、硫黄山に鉱山が創業したことにより、その関係者等で賑わうようになり、旅館が営業するようになった。
1952年（昭和27年）には、川端康成がこの地を訪れている。川端は後に九重を舞台とした未完の小説『波千鳥』を残しており、その中でこの地の紅葉や山の眺望を愛でている。

## アクセス
- 鉄道・バス：JR九州久大本線豊後中村駅より九重町コミュニティバス長者原線「筌の口」下車。